# Vitmossor
Vitmossor (Sphagnopsida) är en klass av bladmossor som omfattar den enda familjen Sphagnaceae med det enda idag förekommande släktet Sphagnum. Det finns idag cirka 380 accepterade beskrivna arter av vitmossa.

## Anatomi
Vitmossor är ett formrikt mossläkte som utmärks av att protonema i regel är bladlik, stammen saknar rhizoider, bladen saknar nerver och består av två celltyper. Dels smala, klorofyllförande, som bildar ett slags nätverk, dels i detta nätverk stora, klara, klorofyllfria celler, kapillärceller, vars väggar har ring- och spiralformiga förtjockningslager och runda hål. Kapillärcellerna skymmer de andra cellernas gröna färg, så att mossan får på sin höjd en svagt grönvit,[källa behövs] men vanligen nästan vit färg, hos vissa arter övergående till rödaktig eller brunröd. Även på stjälkarna finns sådana stora klara celler som ett slags bark. Genom kapillärcellernas hål sugs vatten upp så att vitmossorna, när vatten finns tillgängligt, hela tiden är vattenfyllda som tvättsvampar.[källa behövs] Det är bara om man kramar ur en vitmossa ordentligt som den får en vitaktig färg.
Sporogoniet är klotrunt, saknar skaft, sitter på en bladlös förlängning av moderväxtens stjälk och saknar mössa och tandkrans. Vid basen har det slida. Sporhuset öppnar sig med lock.[källa behövs]

## Ekologi

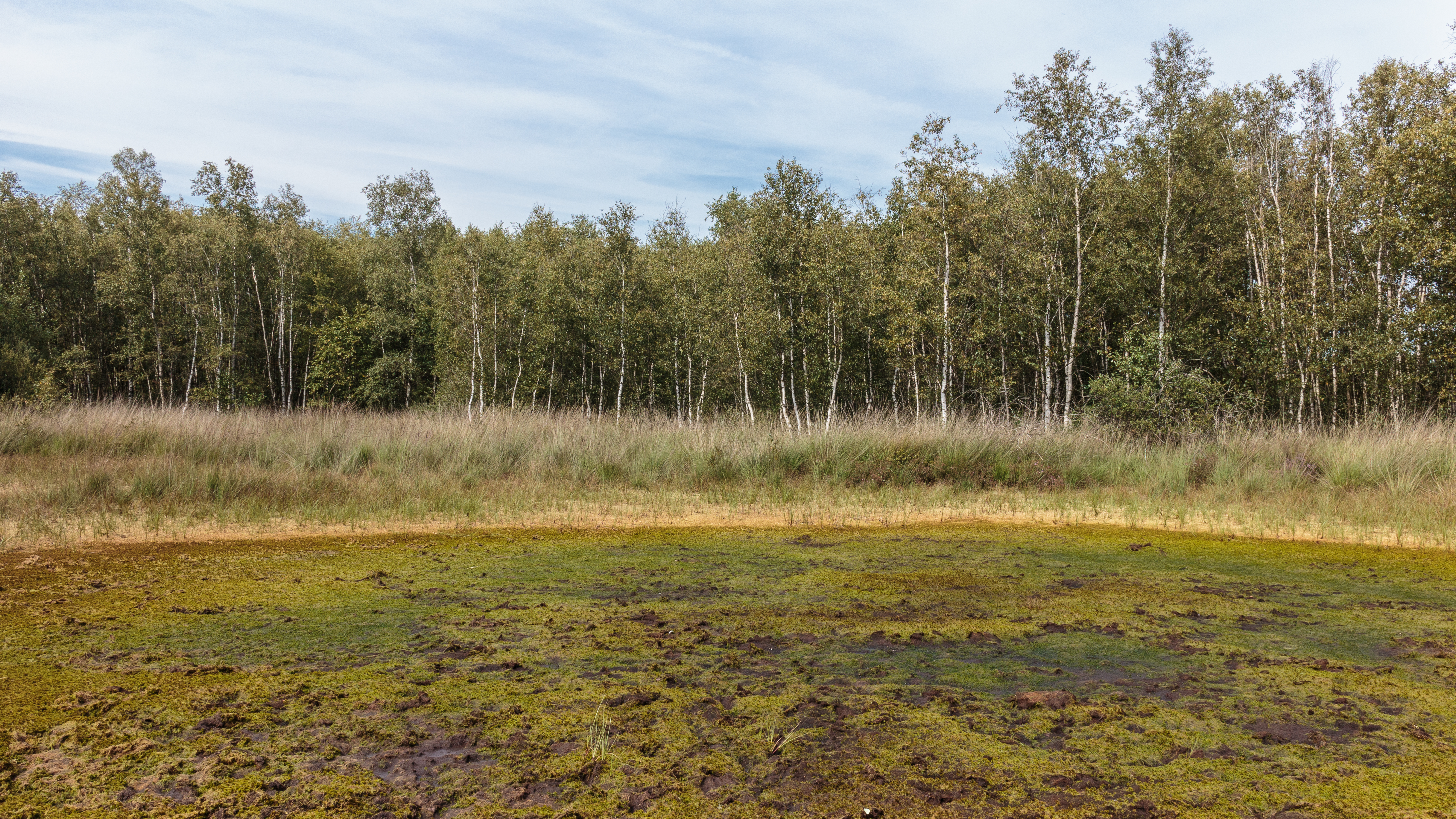
Vitmossa i våtmark.

Arterna växer i våtmarker som kärr och mossar, och på andra mycket fuktiga platser, bland annat i skogar. De växer inte där vattnet är kalkhaltigt. Genom kapillärcellerna och sin fortgående tillväxt kan de bilda ett sammanhängande vattengenomdränkt täcke, på vilket andra växter kan finna fäste, detta täcke kallas för gungfly. De nedre delarna av mossorna dör snart, men multnar inte bort helt, utan bildar torv, som till slut helt och hållet fyller det vatten de växer i och bildar en högmosse.[källa behövs]

## Vitmossa och människan
Den mer eller mindre multnade vitmossan, torven, har ekonomisk betydelse bland annat som bränsle, som växtunderlag och som fyllning och isolering vid bygge. Vitmossa används också vid odling av epifytiska orkidéer och många köttätande växter, i synnerhet Nepenthes och Heliamphora.[källa behövs]

### Namn
Ordet vitmossa används ofta när man syftar på olika ljusa lavar, till exempel fönsterlav och andra renlavar, som används som dekoration i till exempel ljusstakar och julgrupper. Dessa lavar är alltså inte alls besläktade med vitmossor.[källa behövs]
Eftersom vitmossa växer så långsamt är det inte tillåtet i Sverige att samla in stora mängder för vare sig privat eller kommersiellt bruk. Det finns domstolsbeslut att allemansrätten inte medger detta.

## Bilder

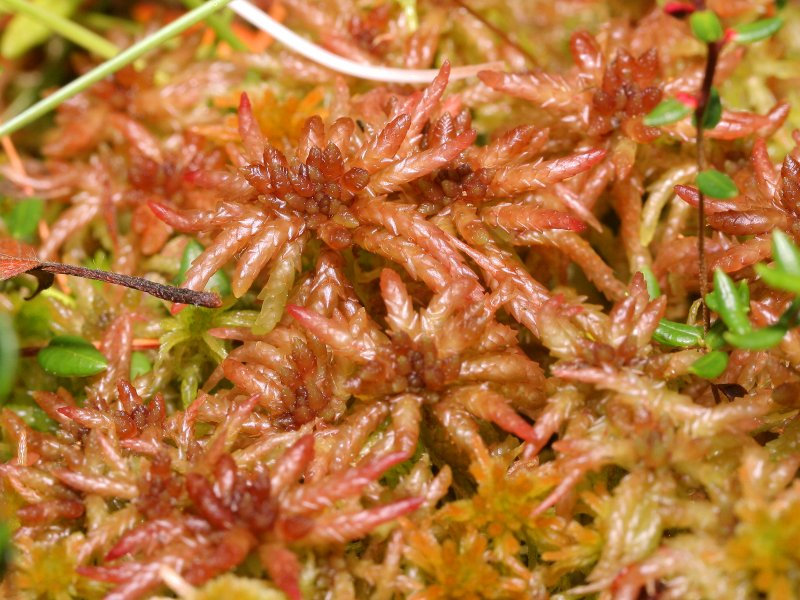
Praktvitmossa (S. magellanicum)
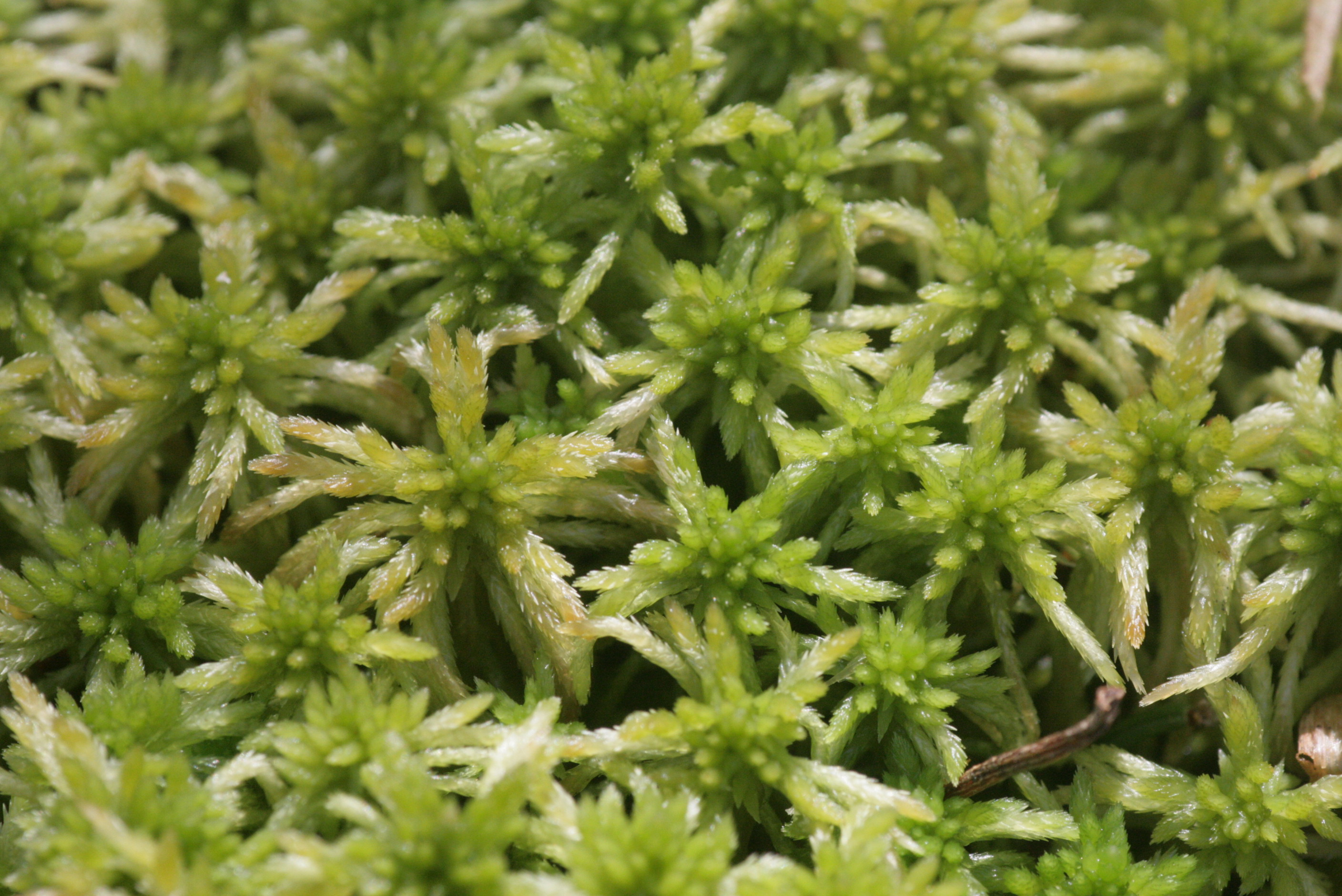
Granvitmossa (S. girgensohnii)
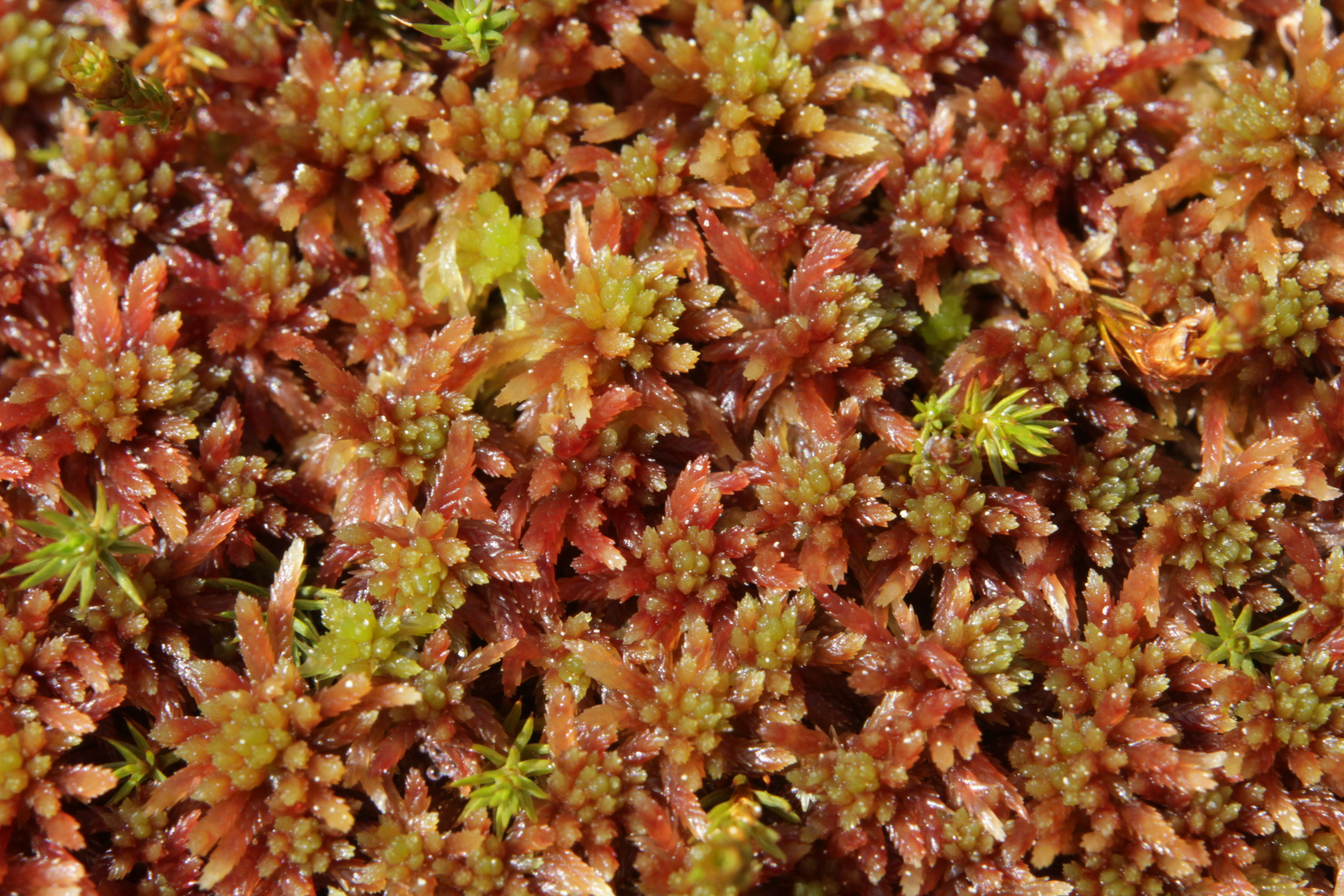
Tallvitmossa (S. capillifolium)
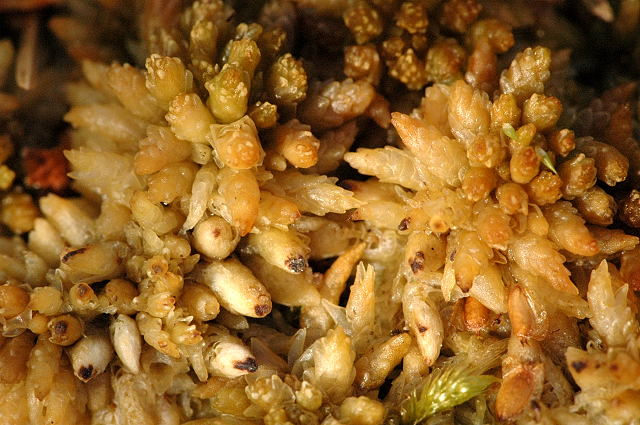
Sotvitmossa (S. papillosum)
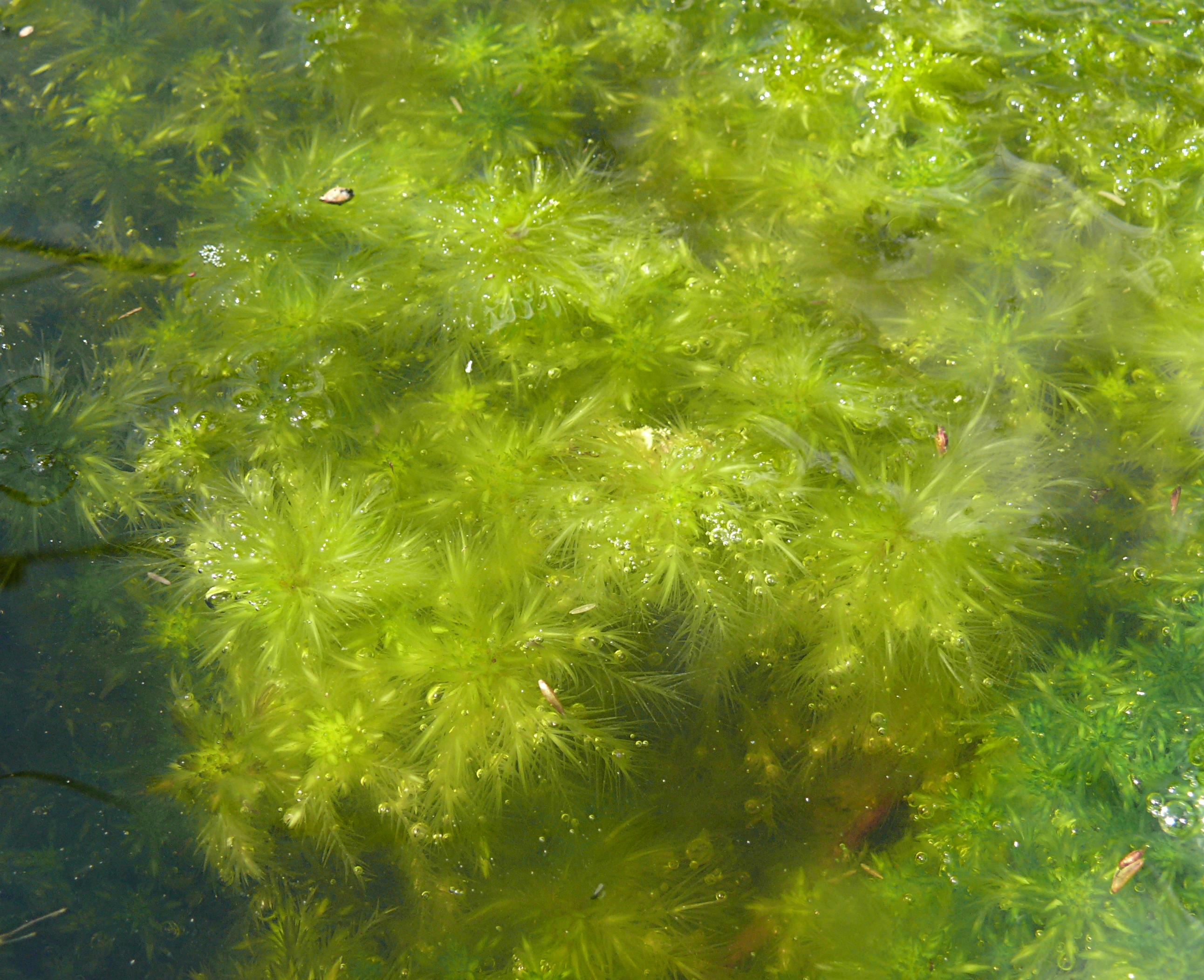
Flytvitmossa (S. cuspidatum)
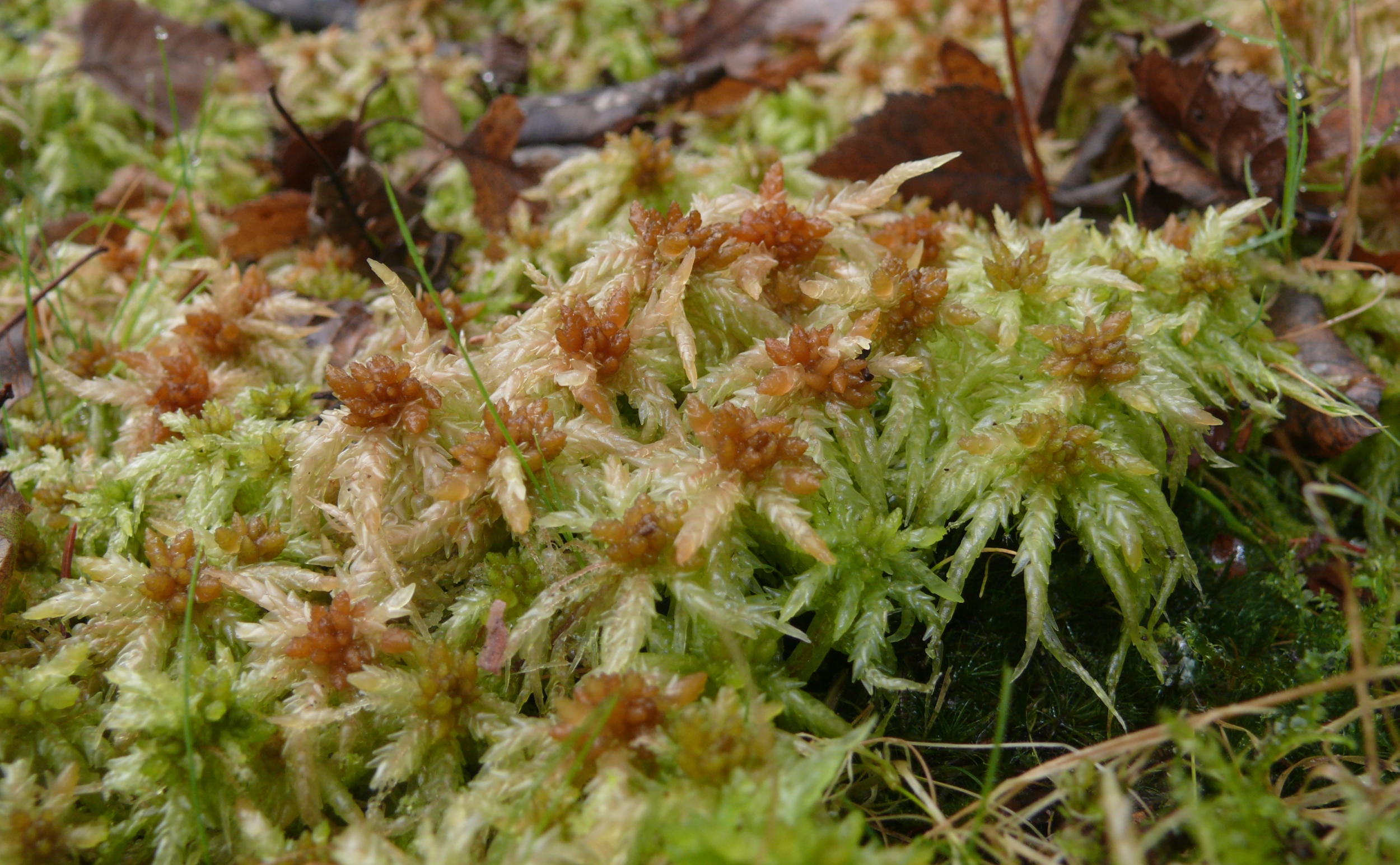
Sumpvitmossa (S. palustre)
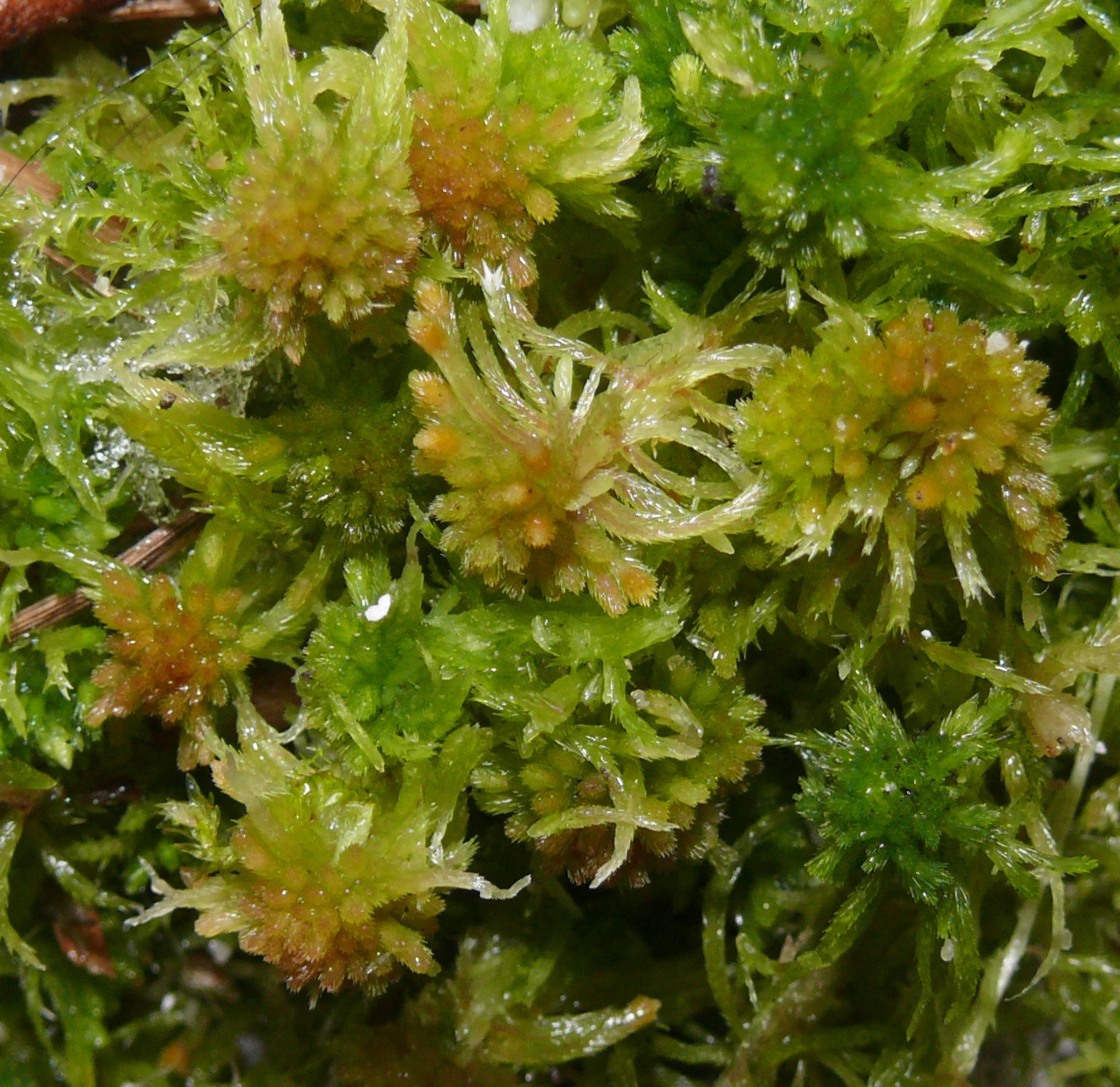
Uddvitmossa (S. fallax)
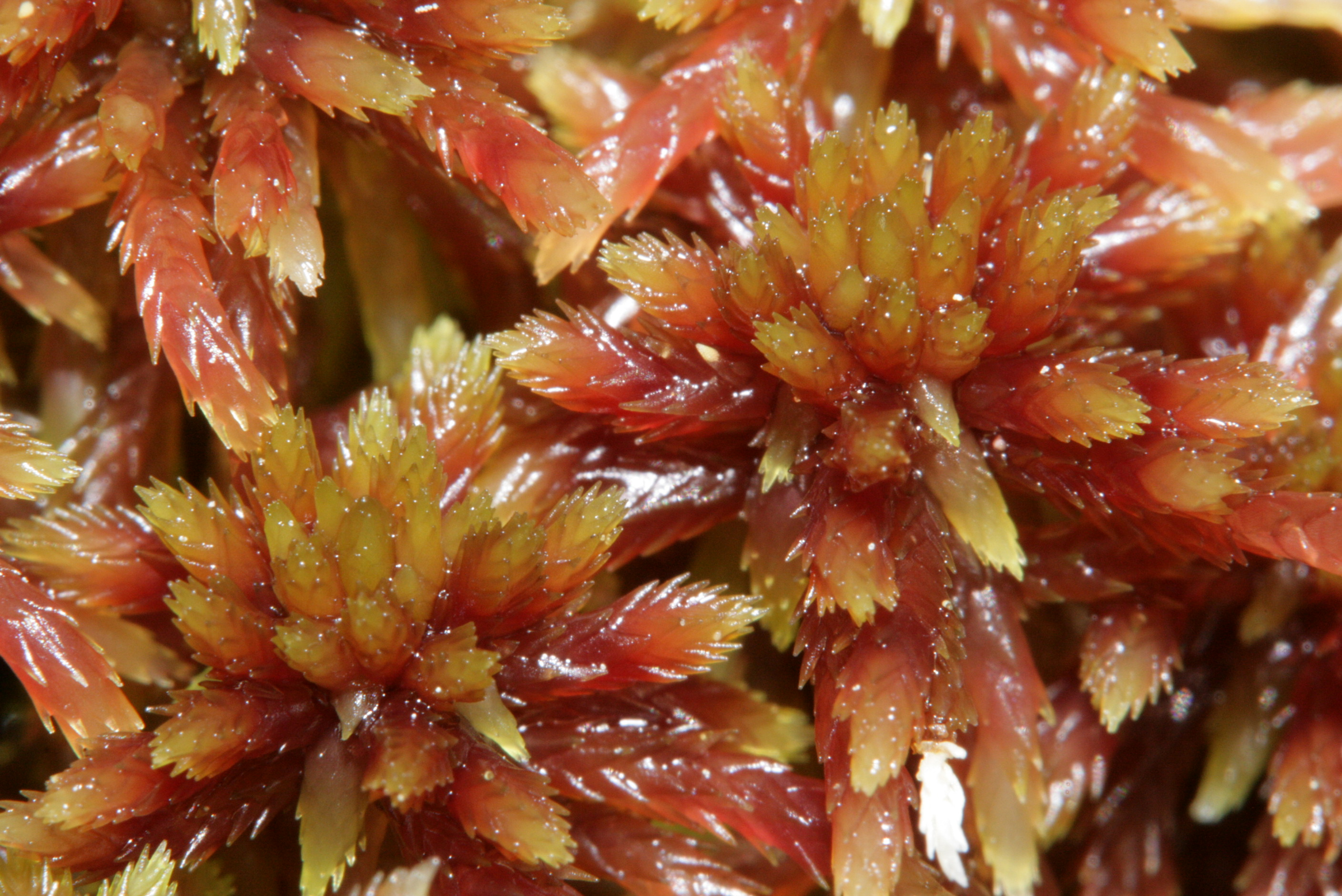
Brokvitmossa (S. russowi)
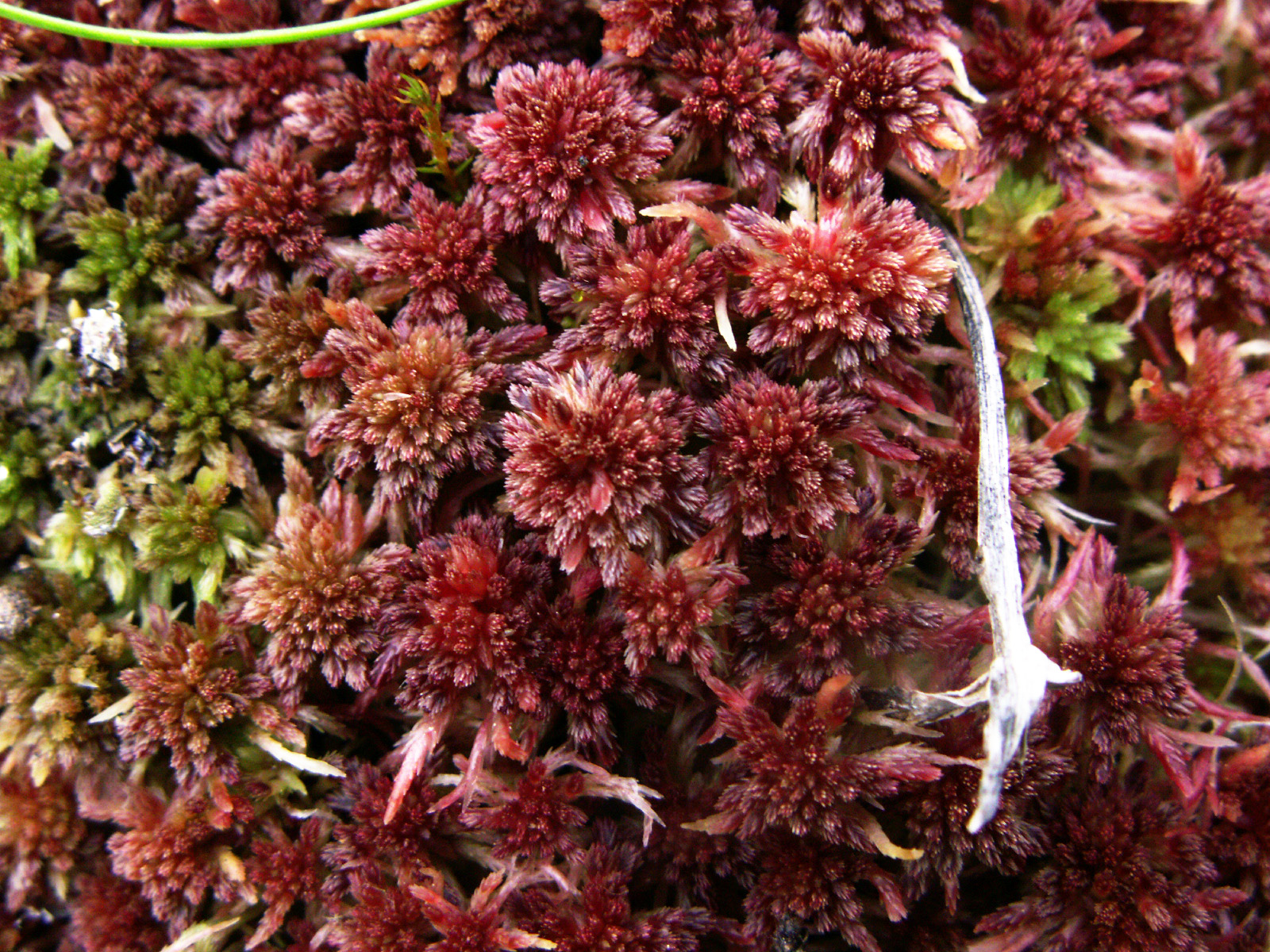
Rodnande vitmossa (S. rubellum)
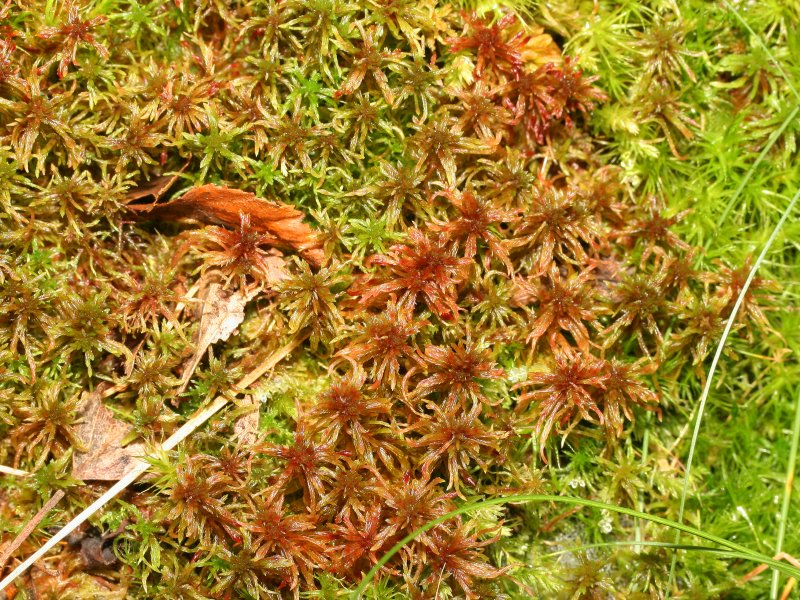
Purpurvitmossa (S. warnstorfii)

## Arter i urval (i bokstavsordning utifrån artepitet)
- Spatelvitmossa (S. angermanicum)
- Klubbvitmossa (S. angustifolium)
- Sphagnum arcticum
- Flaggvitmossa (S. balticum)
- Tallvitmossa (S. capillifolium)
- Tät vitmossa (S. compactum)
- Sphagnum contortulum
- Flytvitmossa (S. cuspidatum)
- Sphagnum delamboyense
- Uddvitmossa (S. fallax)
- Källvitmossa (S. flexuosum)
- Rostvitmossa (S. fuscum)
- Granvitmossa (S. girgensohnii)
- Grodvitmossa (S. inundatum)
- Piskvitmossa (S. jensenii)
- Praktvitmossa (S. magellanicum)
- Sumpvitmossa (S. palustre)
- Sotvitmossa (S. papillosum)
- Skedvitmossa (S. platyphyllum)
- Kantvitmossa (S. quinquefarium)
- Sphagnum recurvum
- Klyvbladsvitmossa (S. riparium)
- Rodnande vitmossa (S. rubellum)
- Brokvitmossa (S. russowi)
- Krokvitmossa (S. subsecundum)
- Röd glansvitmossa (S. subnitens)
- Spärrvitmossa (S. squarrosum)
- Knoppvitmossa (S. teres)
- Atlantvitmossa (S. strictum)
- Sphagnum uruguayense
- Purpurvitmossa (S. warnstorfii)
- Bollvitmossa (S. wulfianum)